# Zyginella tsauri
Zyginella tsauri är en insektsart som beskrevs av Chiang, Hsu och Knight 1990. Zyginella tsauri ingår i släktet Zyginella och familjen dvärgstritar.
Artens utbredningsområde är Taiwan. Inga underarter finns listade i Catalogue of Life.